# جهت‌دهی رانش

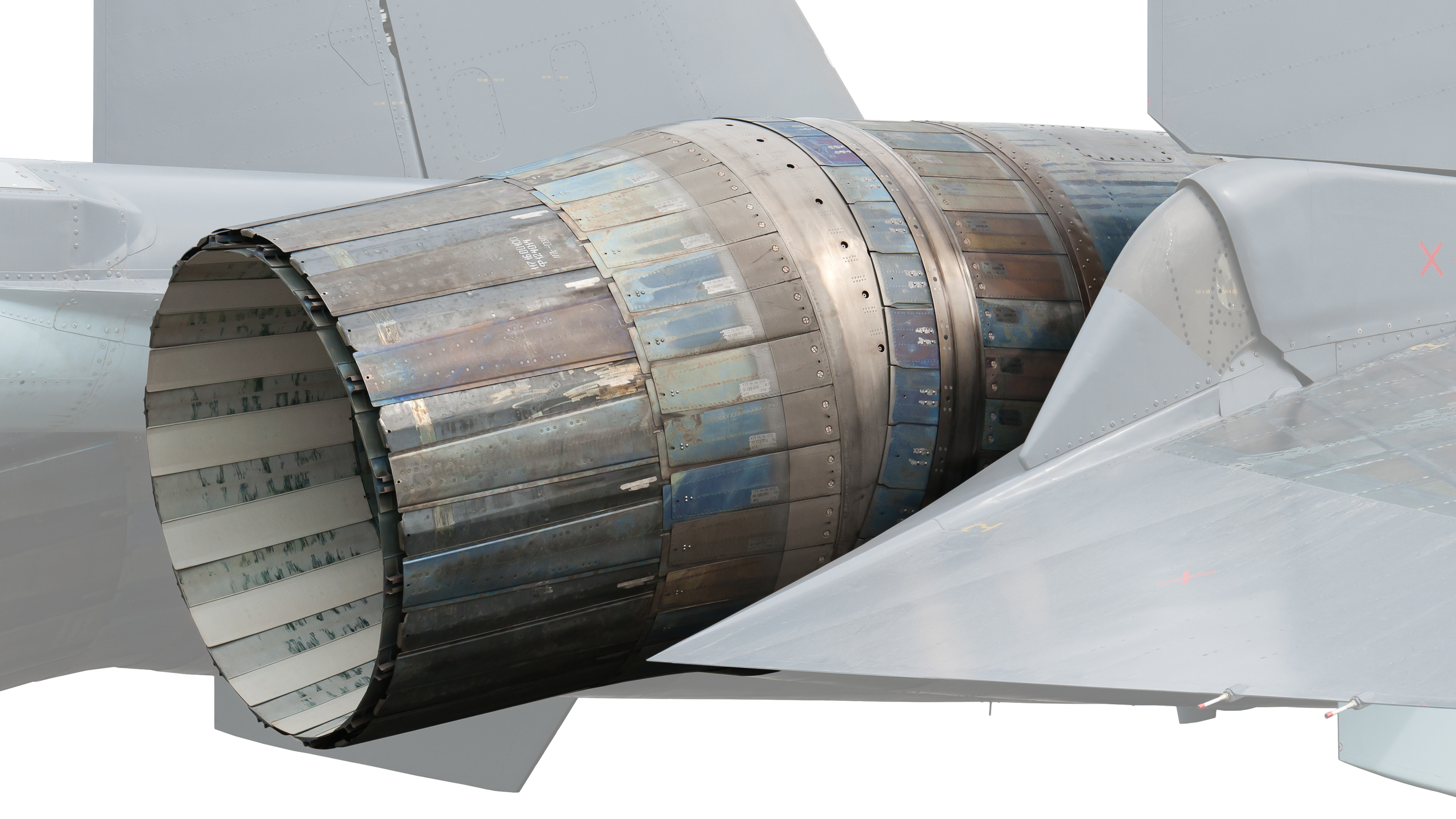
نمایی سه‌بعدی از نازل مجهز به جهت‌دهی رانش در سوخو-۳۵اس

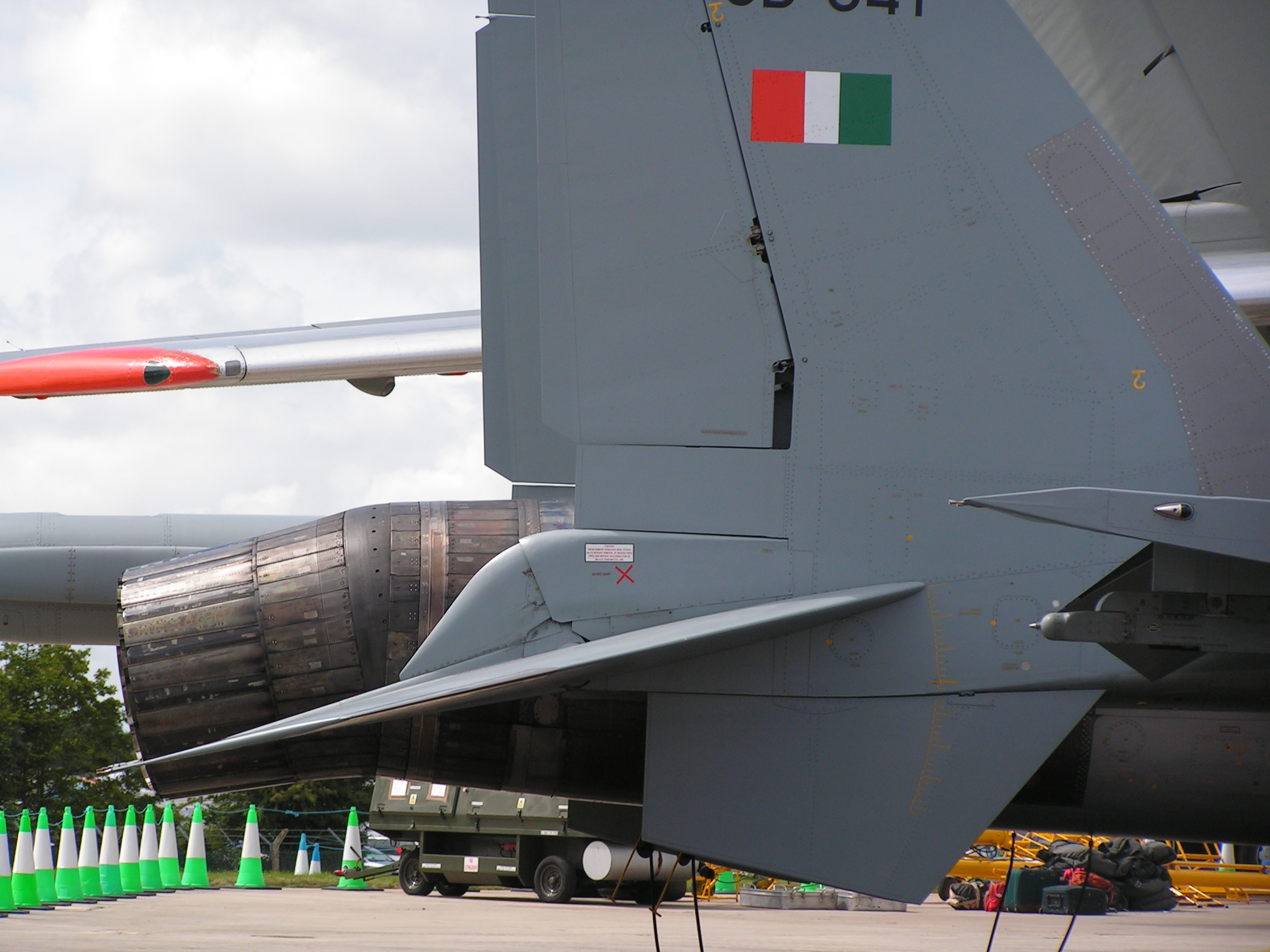
سوخو-۳۰ مدل MKI نیروی هوایی هند

جهت‌دهی رانش (انگلیسی: Thrust vectoring) یا کنترل جهت رانش، قابلیتی در یک هواگرد، راکت یا وسیله‌ای دیگر است که به آن امکان مدیریت جهت رانش موتور را می‌دهد تا با این کار، امکان کنترل ارتفاع و سرعت زاویه‌ای برای وسیله فراهم باشد.

انیمیشن کنترل یک راکت به روش جهت‌دهی رانش (تراست وکتورینگ)

در راکت‌ها و موشک‌های بالستیک که خارج از اتمسفر پرواز می‌کنند، استفاده از باله‌ها و سطوح ایرودینامیکی کنترلی عملاً ناممکن است، به همین دلیل استفاده از جهت دهی رانش، اصلی‌ترین روش کنترل جهت است.
دلیل اصلی گنجانده شدن این قابلیت در هواگردها، فراهم آوردن امکان عمودپرواز و نشست و برخاست کوتاه بود. پس از آن، مهندسان متوجه شدند که استفاده از جهت‌دهی رانش در موقعیت نبرد، انجام حرکات و مانورهای مختلفی را برای هواگرد میسر می‌سازد که با هواگردهای با موتورهای سابق قابل‌انجام نبود. برای مثال، هواگرد بدون جهت‌دهی رانش برای چرخش فقط باید از سطوح آیرودینامیکی مثل شهپر یا بالابرنده استفاده کند. البته هواگرد دارای جهت‌دهی رانش هم برای چرخش، نیازمند سطوح آیرودینامیکی است، اما نه به میزان هواگردهای معمولی.
در ادبیات مربوط به موشک‌ها که از منابع روسی نشأت می‌گیرد، گاهی به جای "Thrust Vectoring" از عبارت "gas-dynamic steering" یا "gas-dynamic control" به معنای "کنترل دینامیک گازی" استفاده می‌شود.

## نازل‌های جهت دهنده (Vectoring Nozzle)

مفهوم عبارات Yaw, Pitch, Roll در هواپیما. اگر نوک هواپیما را جهت مثبت محور x در نظر بگیریم: Roll دوران حول محور x بوده Pitch دروان حول محور y و Yaw دروان حول محور z می باشد.

کنترل پرواز با نازل‌های جهت دهنده (TVFC) از طریق خم کردن جت یا جت‌های خروجی هواگرد به چپ و راست (yaw)، بالا و پایین (Pitch) یا حول محور (Roll) یا ترکیبی از هر سه انجام می‌شود.

### تعاریف مرتبط با نازل‌های جهت دهنده
- متقارن محوری یا متقارن نسبت-به-محور (Axisymmetric): نازل‌های با خروجی دایره ای شکل.
- کنترل پرواز معمولی آیرودینامیکی: چرخش به چپ و راست، چپ و راست و بالا و پایین، چپ و راست و بالا و پایین و حول محور یا هر ترکیب دیگری از این چرخش‌ها که از طریق انحراف در باله‌های آیرودینامیکی ایجاد می‌شود.
- نازل همگرا: نازل‌هایی که معمولاً در هواگردهای با سرعت زیرصوت (Subsonic) یا بین-صوتی (Transonic) استفاده می‌شود و نسبت فشار نازل در آن کمتر از ۳ می‌باشد. گازهای خروجی (اگزاست) در یک مسیر همگرا تا رسیدن به ماخ ۱ یا کمتر (در نسبت فشارهای کمتر)، منبسط می‌شوند.[۵]
- نازل همگرا-واگرا: معمولاً از این نوع نازل در هواگردهای مافوق-صوت (Supersonic) استفاده می‌شود که در آن نسبت فشار نازل بیشتر از ۳ می‌باشد.
- زاویه جهت دهی مؤثر (Effective Vectoring Angle): میانگین زاویه انحراف خط مرکزی جریان جت در هر لحظه معین.
- نازل ثابت (Fixed Nozzle): یک نازل جهت دهنده با هندسه ثابت یا یکی از انواع نازل‌های متغیر که در هنگام جهت دهی هندسه آن ثابت باقی بماند.
- نازل متغیر (Variable Nozzle): یک نازل جهت دهنده رانش با هندسه قابل تغییر شکل که یک نسبت سطح مؤثر نازل ثابت را حفظ کرده یا اجازه یک نسبت سطح مؤثر متغیر را در هنگام جهت دهی می‌دهد.
- جهت دهی رانش با سیال (Fluidic Thrust Vectoring): کنترل جریان گاز خروجی (اگزاست) با استفاده از یک منبع هوای ثانویه، که معمولاً هوای انشعاب گرفته شده از کمپرسور موتور یا فن می‌باشد.[۶]
- دو-بعدی (2D): نازل‌های با خروجی مربع یا مستطیل شکل. علاوه بر شکل هندسی عبارت دوبعدی می‌تواند به درجه آزادی کنترل نیز اشاره کند، که تک محوری یا فقط چرخش به بالا و پایین (Pitch-only) باشد، که در هر دو حالت شامل نازل‌های دایره ای شکل نیز می‌شود.[۷]
- سه-بعدی (3D): نازل‌های با کنترل چند محوره یا دارای قابلیت چرخش به بالا و پایین و چپ و راست.[۸]

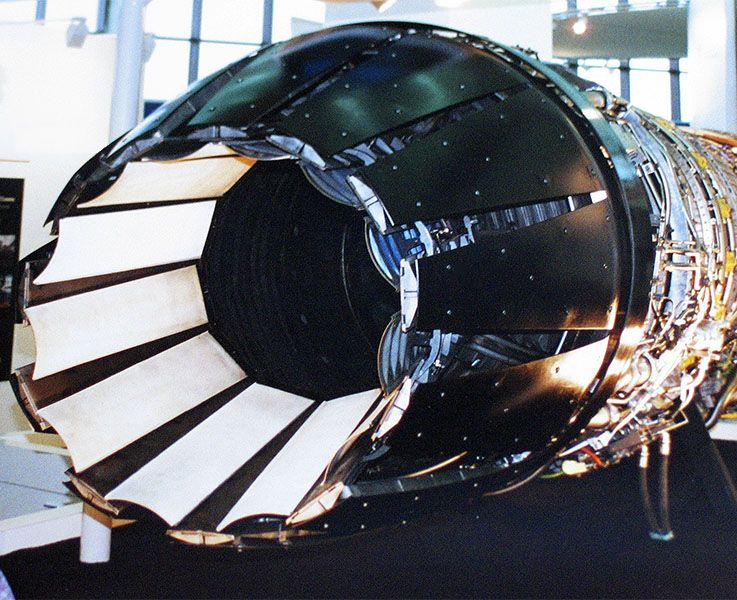
نازل اگزاستِ متقارن محوری (Axisymmetric) ساخته شده توسط شرکت GE، که بر روی جنگنده F-16 MATV استفاده می‌شود.
ترسیم اختلافی که در گشتاور نیرو بوسیلهٔ تغییرات در زاویهٔ رانش ایجاد می‌شود.
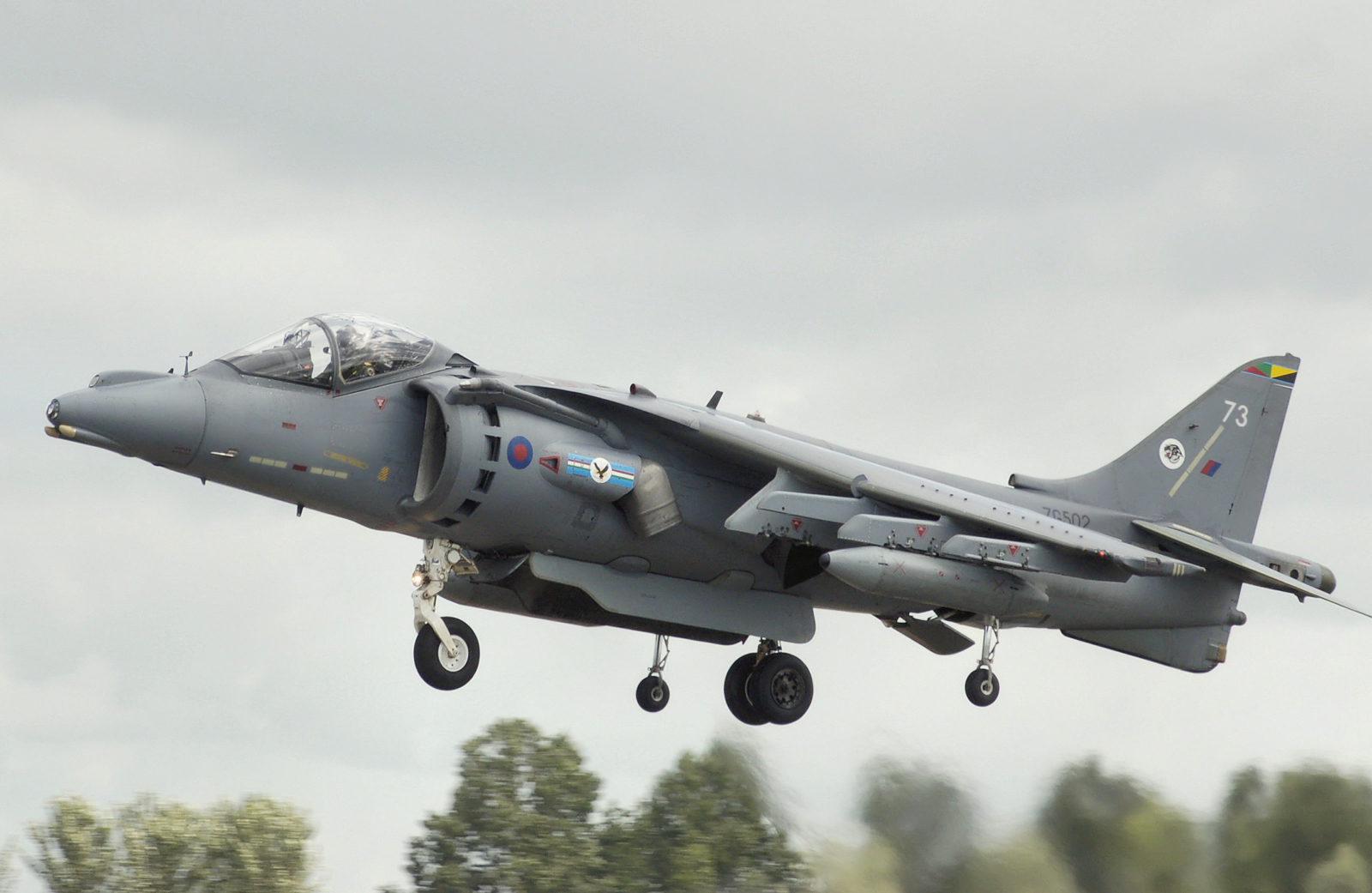
هواپیمای هاریر نخستین هواپیمای تولید انبوه شده بود که از فناوری جهت‌دهی رانش بهره می‌بُرد.